# Neptunium
Le neptunium est un élément chimique de synthèse de symbole Np et de numéro atomique 93.
Élément métallique radioactif, le neptunium est le premier des transuraniens et appartient à la famille des actinides. Son isotope le plus stable, le neptunium 237, est produit dans les réacteurs nucléaires. On le trouve aussi sous forme de traces dans le minerai d'uranium.
Il fut découvert en 1940 à l'Université de Californie. Comme il vient après l'uranium dans le tableau périodique, il fut baptisé en référence à la planète Neptune, qui vient après Uranus dans le système solaire.

## Historique
Le neptunium fut découvert par Edwin McMillan et Philip Abelson en 1940. La découverte a été faite au Berkeley Radiation Laboratory de l'université de Californie à Berkeley, où l'équipe produisit l'isotope 239 du neptunium, d'une demi-vie de 2,4 jours, en bombardant de l'uranium 238 avec des neutrons. C'est l'étape intermédiaire menant à la production du plutonium 239.
Il est baptisé en référence à la planète Neptune, possédant des propriétés chimiques analogues à celles de l'uranium, précédemment baptisé du nom de la planète Uranus qui précède Neptune dans le Système solaire,.

## Propriétés chimiques

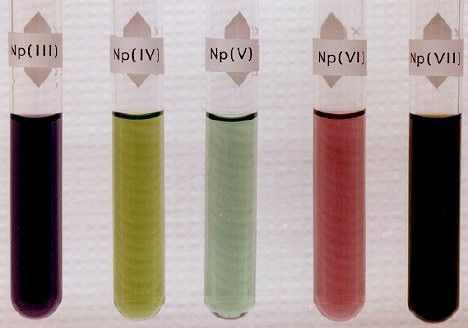
Neptunium sous différents degrés d'oxydation.

Le neptunium est préparé sous sa forme métallique par réduction du composé NpF3 dans des vapeurs de lithium ou de baryum à 1 200 °C. D'apparence argentée, le métal est chimiquement assez réactif, et il présente au moins 3 structures allotropiques :
- L'alpha-neptunium (à température ambiante), orthorhombique, densité : 20,25 ;
- Le bêta-neptunium (au-dessus de 280 °C), tétragonal, densité (à 313 °C) : 19,36 ;
- Le gamma-neptunium (au-dessus de 577 °C), cubique, densité (à 600 °C) : 18,00.

Le neptunium forme des composés halogénures tels que NpF3, NpF4, NpCl4, NpBr3, NpI3. Il forme également des oxydes de valences similaires aux oxydes d'uranium, en particulier Np3O8 et NpO2.
En milieu aqueux, cet élément peut se trouver sous quatre degrés d'oxydation :
- Np3+ : n.o. = +3 (pourpre pâle), analogue à l'ion rare Pm3+ ;

- Np4+ : n.o. = +4 (jaune-vert) ;

- NpO2+ : n.o. = +5 (bleu-vert) ;

- NpO22+ : n.o. = +6 (rose pâle).

## Isotopes
20 radioisotopes du neptunium ont été identifiés. Le plus stable est le 237Np avec une demi-vie de 2,14 millions d'années, tandis que le 236Np a une demi-vie de  154 000 ans, et le 235Np de 396,1 jours. La demi-vie de tous les autres isotopes est inférieure à 4,5 jours, et dans la majorité des cas inférieure à 50 minutes.
Le poids atomique des isotopes du neptunium, va de 225,0339 u pour le 225Np jusqu'à 244,068 u pour le 244Np.

## Applications militaires

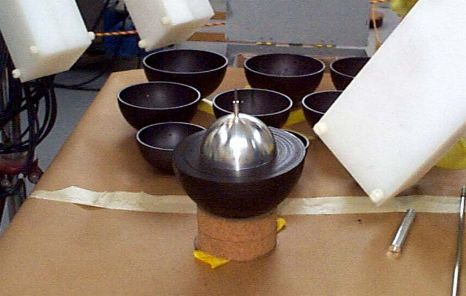
Sphère de neptunium plaquée de nickel ayant été utilisée pour déterminer la masse critique du neptunium au laboratoire de Los Alamos.

Le neptunium 236 est fissile en neutron thermique, la section efficace de fission est voisine de 2 800 barns (selon le HBPC) soit donc une valeur assez élevée.
Le neptunium 237 est faiblement fissile en neutrons thermiques, la section efficace de fission est de 19 millibarns suivant le HBPC ; la section efficace de fission en neutrons de forte énergie est sans doute plus élevée. 
Le neptunium 237 peut donc théoriquement être utilisé comme combustible dans un réacteur ou pour fabriquer un système d'arme à fission. Cette information a été rendue publique par l'US DOE en 1992. L'utilisation effective de neptunium pour réaliser une arme n'est cependant pas établie à ce jour.
En septembre 2002, des chercheurs de l'Université de Californie (Laboratoire National de Los Alamos) travaillant pour un projet d'armes de destruction massive américaines, ont indiqué qu'un mélange de neptunium 237 et d'uranium enrichi pouvait permettre la fabrication d'une arme à fission avec une quantité moindre de neptunium 237 qu'antérieurement imaginé. On peut noter que l'uranium 233 (fissile) a 4 nucléons de moins que le neptunium 237.
Il s'agit là de la première masse critique nucléaire fondée sur l'usage du neptunium 237, mélangé à de l'uranium enrichi, plutôt que du plutonium ou de l'uranium.
Le neptunium 237 est considéré comme pouvant potentiellement contribuer à la prolifération des armes nucléaires et la protection des matières séparée est renforcée.
Le neptunium 237 est l'actinide mineur prépondérant produit par les réacteurs à eau légère (présent à raison de 45 % des noyaux d'actinides mineurs dans le combustible irradié).